# Noul Brunswick
Noul Brunswick este o provincie localizată în estul Canadei. Capitala provinciei este Fredericton, iar cel mai mare oraș este Saint John. Noul Brunswick este una din provinciile maritime ale Canadei și este și singura provincie care a reglementat folosirea în public atât a englezei, cât și a francezei. A aderat la Confederația canadiană la 1 iulie 1867.
Această provincie se învecinează la nord cu Peninsula Gaspé din Quebec și cu Golful Chaleur. La răsărit are Golful Sfântul Laurențiu și Strâmtoarea Northumberland. În sud-est, provincia este legată de Peninsula Nova Scotia prin Istmul Chignecto. Sudul provinciei este mărginit de Golful Fundy (unde are loc una din cele mai mari maree din lume). La apus, se învecinează cu statul american Maine. 
Chiar dacă Noul Brunswick are o largă deschidere către Oceanul Atlantic, în schimb resimte influențele climatului continental. În nord-vest, la Madawaska, vremea este mai aspră, temperatura fiind cu mult mai mică decât media înregistrată în provincie, unde o treime din precipitații o constituie ninsoarea. Vremea din zonele de coastă este mai blândă iarna și cu mult mai răcoroasă vara, unde 15-20% din precipitații sunt sub formă de ninsoare. În nord-vest, se înregistrează în medie 100 de zile fără chiciură, față de 125, în sud, de-a lungul Golfului Fundy. 
Provincia se întinde pe o suprafață de 73.908 km² și are 757.171 de locuitori. Etnic vorbind, populația este formată din: Mi'kmaq și Maliseet (triburi indigene), acadieni (descendenți ai coloniștilor francezi) și descendenți ai coloniștilor britanici, albi și negri. Potrivit recensământului din 2011, 65,58% din populația provinciei are ca limbă maternă engleza, iar 31,91% franceza. Totodată, 52% sunt catolici, 22% sunt protestanți, iar 3% sunt penticostali.